# 구로이역 (니가타현)
구로이역(일본어: 黒井駅)은 일본 니가타현 조에쓰시에 있는 동일본 여객철도 · 일본화물철도 신에쓰 본선의 철도역이다. 섬식 승강장 1면 2선의 구조를 지닌 지상역이다.

## 타는 곳
| 1 | ■ 신에쓰 본선 | (하행) | 시이가타 · 가시와자키 · 나가오카방면 |
| 2 | ■ 신에쓰 본선 | (상행) | 나오에쓰 방면                        |

## 화물역
일본화물철도는, 여객 승강장의 서쪽에 있는 착발선 및 측선, 역 구내 북쪽에 있는 컨테이너 하역선 등을 관리하고 있다.
화물열차의 착발선은 3개. 하행 본선에 인접하는 것부터의 순으로, 1번선, 2번선, 3번선이다. 하행 3번선의 서쪽에도 1번선부터 8번선까지, 합계 8개이다.
컨테이너 승강장은 2면으로, 착발선의 북쪽에 있다. 하역선은 2선이다.
2008년 봄 쯤까지는, 구내 남쪽에 있는 인상선부터 역 서쪽에 있는 신에쓰 화학공업 나오에쓰 공장으로 향하는 전용선이, 탱크차에 의한 화학약품 수송이 실시되었다. 이 전용선이 마지막까지 사용되었던 전용선으로, 1980년대에는 이 외에도 일본 스테인레스(현 · 스미토모 금속 공업 나오에쓰 제작소)의 전용선, 일본해수화공의 전용선, 니가타 현영 공공임항선이 존재했다.

### 취급하는 화물의 종류
이 역은, 컨테이너 화물의 취급역이며, 12 · 20 · 30ft의 JR 규격 철도 컨테이너와, 20 · 40ft의 ISO 해상규격 컨테이너를 취급하고 있다.
취급품은, 발송화물로는, 광석, 금속제품, 쌀이 주된 것. 나오에쓰 항이나 주변의 대규모 공장의 화물을 주로 취급한다. 또한 산업 폐기물, 특별관리 산업폐기물의 취급허가를 얻고 있어, 그것이 들어왔던 컨테이너의 취급도 가능하다.
2007년 3월 18일의 다이어 개정까지는, 차급화물의 취급역이기도 했다. 차급화물로서 1990년대까지, 나오에쓰 항으로 양륙되어 오미 역으로 수송된 공장용 수입 석탄을 취급하고 있다.

### 화물 열차
2008년 3월 15일 개정 현재, 정차 열차는 고속 화물열차만이다. 발착하는 열차의 개수는, 미나미나가오카역으로 향하는 열차가 하루 4대, 도야마 화물 역 방면으로 향하는 상행 열차가 하루 2대이다.
이 역으로 화차의 해방을 실시하는 열차는, 나고야 화물 터미널 역발 · 니가타 화물 터미널 역 행의 하행 열차, 이나자와역 종착의 하행 열차, 미나미나가오카역발 · 이 역 종착의 상행 열차의 합계 3대. 화차의 연결 작업을 실시하는 열차는, 이 역 발 · 미나미나가오카 역 행의 하행 열차, 히가시미즈시마 역발 · 니가타 화물 터미널 역 행의 하행 열차, 이 역 발 · 나고야 화물 터미널 역행의 상행 열차의 합계 3대이다.

## 이용 현황
| 연도     | 이용 현황 | 연도     | 이용 현황 |
| 2003년도 | 204       | 2007년도 | 245       |
| 2004년도 | 218       | 2008년도 | 258       |
| 2005년도 | 220       | 2009년도 | 265       |
| 2006년도 | 244       | 2010년도 | 280       |
| -------- | --------- | -------- | --------- |

## 역 주변
- 신에쓰 화학공업 나오에쓰 공장
- 스미토모 금속공업 나오에쓰 제작소
- 일본해수화공 나오에쓰 공장
- 미쓰비시 화학 나오에쓰 사업소
- 국도 제8호선

## 인접 정차역
| 동일본 여객철도 신에쓰 본선 | 동일본 여객철도 신에쓰 본선 | 동일본 여객철도 신에쓰 본선 |
| --------------------------- | --------------------------- | --------------------------- |
| 나오에쓰 나오에쓰 방면      | ■ 보통                      | 사이가타 니가타 방면        |